# Яковлев, Алексей Александрович (Герой Советского Союза)
Алексе́й Алекса́ндрович Я́ковлев (29 марта 1923 года — 5 июня 1990 года) — советский лётчик-штурмовик, Герой Советского Союза (1946), участник Великой Отечественной войны в должности заместителя командира эскадрильи 208-го штурмового авиационного полка 227-й штурмовой авиационной дивизии 8-го штурмового авиационного корпуса 8-й воздушной армии 4-го Украинского фронта, капитан.

## Биография
Родился 29 марта 1923 года в столице Башкирии — городе Уфе в семье рабочего. Русский.
Окончил 7 классов. Работал слесарем на Уфимском паровозоремонтном заводе.
В Красную Армию призван в 1940 году из города Уфы. В 1942 году окончил Энгельсскую военную авиационную школу пилотов.
В действующей армии с 20 января 1943 года. Воевал на Сталинградском, Юго-Западном, 1-м и 4-м Украинском фронтах.
Заместитель командира эскадрильи 208-го штурмового авиационного полка (227-я штурмовая авиационная дивизия, 8-й штурмовой авиационный корпус, 8-я воздушная армия, 4-й Украинский фронт) старший лейтенант Яковлев А. А. к концу войны совершил 153 боевых вылета (в том числе 70 — ведущим группы) на штурмовку войск противника.
Указом Президиума Верховного Совета СССР от 15 мая 1946 года за образцовое выполнение боевых заданий командования и проявленные при этом геройство и мужество старшему лейтенанту Яковлеву Алексею Александровичу присвоено звание Героя Советского Союза с вручением ордена Ленина и медали «Золотая Звезда» (№ 6158).
С 1946 года капитан Яковлев А. А. — в запасе. Член ВКП(б)/КПСС с 1946 года. В 1952 году окончил электромеханический техникум. Работал начальником бюро эксплуатации и ремонта вычислительной техники Уфимского приборостроительного производственного объединения.
Умер 5 июня 1990 года.

## Награды
- Медаль «Золотая Звезда» Героя Советского Союза (15.05.1946; № 6158[2]);
- орден Ленина;
- три ордена Красного Знамени(31.12.1943[3]; 28.02.1945; 22.05.1945[4]);
- орден Александра Невского (12.05.1944);
- два ордена Отечественной войны I степени (18.01.1945; 11.03.1985[5]);
- медали.

## Память
- Похоронен на Южном кладбище в Уфе. На могиле установлен памятник.
- Имя Героя Яковлева А. А. высечено на гранитном постаменте в Парке Победы (Уфа).